# Garret Kusch
Garret Andrew Kusch (ur. 26 września 1973 w Richmond) – kanadyjski piłkarz pochodzenia niemieckiego występujący na pozycji napastnika.

## Kariera klubowa
Kusch seniorską karierę rozpoczynał w 1995 roku w klubie Vancouver 86ers z USISL. Spędził tam 3 sezony. W 1997 roku trafił do belgijskiego KV Oostende z Tweede klasse. W 1998 roku awansował z nim do Eerste klasse. Wówczas przeszedł do RAEC Mons, grającego w Tweede klasse. Występował tam przez rok. W 1999 odszedł z kolei innego zespołu Tweede klasse, KV Mechelen. Tam również spędził rok.
W 2000 roku Kusch trafił do szwedzkiego Mjällby AIF z Superettan. Występował tam w sezonie 2000, a potem odszedł do norweskiego Hønefoss BK z Adeccoligaen. W tym samym roku zakończył karierę. W 2007 roku ją wznowił i przez rok reprezentował barwy kanadyjskiego klubu Columbus Clan. Potem ponownie zakończył karierę.

## Kariera reprezentacyjna
W reprezentacji Kanady Kusch zadebiutował 6 kwietnia 1997 w zremisowanym 0:0 pojedynku eliminacji Mistrzostw Świata 1998 z Salwadorem. W 2000 roku był uczestnikiem Złotego Pucharu CONCACAF, który okazał się dla Kanady zwycięski. 26 kwietnia 2001 w wygranym 1:0 towarzyskim spotkaniu z Iranem strzelił pierwszego gola w kadrze narodowej.
W 2001 roku został powołany do kadry na Puchar Konfederacji. Zagrał na nim w meczu z Kamerunem (0:2). Tamten turniej Kanada zakończyła na fazie grupowej. W latach 1997–2001 w drużynie narodowej Kusch rozegrał w sumie 21 spotkań i zdobył 1 bramkę.